# Фрідріх Гірцебрух
Фрідріх Ернст Петер Гірцебрух (нім. Friedrich Ernst Peter Hirzebruch; 17 жовтня 1927, Гамм, Вестфалія — 27 травня 2012, Бонн) — німецький математик, який працював у галузі топології, комплексних многовидів та алгебраїчної геометрії. Його характеризують як «найвизначнішого математика Німеччини післявоєнного періоду».

## Біографія
Фрідріх Гірцебрух народився в родині доктора Фріца Гірцебруха та Марти Гольтшмідт. Фріц Гірцебрух був директором середньої школи в Гаммі, а також викладав там математику. Навчаючись у школі, Фрідріх захоплювався математикою і вивчав більш складні теми, розмовляючи зі своїм батьком і читаючи його книжки з математики. У 1937 році Фрідріху виповнилося десять років, і на той час він був зобов'язаний приєднатися до Німецької молоді (нім. Deutsches Jungvolk), підрозділу Гітлер'югенду для хлопчиків віком від 10 до 14 років. У 1943 році у віці 15 років він був призваний з усім своїм шкільним класом «помічником» на зенітну позицію в рідному місті.
У березні 1945 року Гірцебрух був призваний до німецької армії в той час, коли війська союзників мали намір перетнути Рейн. До квітня війська союзників взяли під свій контроль більшу частину Німеччини, а Гірцебрух потрапив у полон. Звільнений 1 липня 1945 року. У листопаді 1945 року йому дозволили вступити до Вестфальського університету Вільгельма в Мюнстері, де він вивчав математику, фізику та математичну логіку. Значна частина університету була серйозно пошкоджена бомбардуванням, тому спочатку він змушений був проводити більшу частину навчання вдома. Однак швидко умови покращилися, і університетське життя повернулося майже до нормального життя.
Здобув ступінь доктора філософії в Університеті Мюнстера в 1950 році за дисертацію «Про чотиривимірні ріманові поверхні неоднозначних аналітичних функцій двох комплексних змінних» після навчання у Генріха Бенке. Він також вивчав алгебраїчну топологію та алгебраїчну геометрію з Гайнцом Гопфом у Федеральній вищій технічній школі Цюриха з 1949 по 1950 рік. Цей період був дуже важливим для підготовки його дисертації.
Після роботи науковим асистентом в Університеті Ерлангена протягом 1951—1952 років, він провів два роки 1952—1954 в Інституті перспективних досліджень у Принстоні в Сполучених Штатах, працюючи з Арманом Борелєм, Куніхіко Кодайрою та Дональдом Спенсером над такими темами, як теорія пучків, векторні розшарування, характеристичні класи та кобордизм Тома.

## Родина
У 1952 році Фрідріх Гірцебрух одружився з Інґеборґ Шпіцлі. У них було дві дочки і один син.

## Наукова діяльність
Його перша стаття, опублікована в 1951 році, була «Про клас однозв'язних комплексних многовидів». Ця стаття робить внесок у загальну проблему визначення всіх аналітичних класів еквівалентності серед класу топологічно еквівалентних многовидів.
Гірцебрух опублікував статтю з тією ж назвою, що й його докторська дисертація в 1953 році, а також опублікував ще три статті «Про кватерніальні проєктивні простори», «Про зменшені потужності Стінрода», та «Перенесення деяких теорем з теорії алгебраїчних поверхонь на комплексні многовиди двох комплексних вимірів» у тому ж році.
Один з його найвідоміших результатів, який тепер називається теоремою Гірцебруха — Рімана — Роха, з'явився в його статті 1954 року «Арифметичні роди та теорема Рімана — Роха для алгебраїчних многовидів». У тому ж році він опублікував деякі проблеми диференційованих і комплексних многовидів. Після подання своєї дипломної роботи (ідентичної книзі, опублікованій у 1956 році), він провів 1954—1955 роки як доцент в Університеті Мюнстера. Після цього він був призначений доцентом Принстонського університету, де провів 1955—1956 роки. Робота Гірцебруха над теоремою Рімана — Роха була повністю викладена в книзі, яку він опублікував у 1956 році під назвою «Нові топологічні методи в алгебраїчній геометрії».
У 1956 році він став повним професором Рейнського університету імені Фрідріха-Вільгельма в Бонні, обіймаючи цю посаду до виходу на пенсію в 1993 році. Протягом цього часу він працював деканом факультету математики та природничих наук з 1962 по 1964 рік.
«Теорія пучків і когомологія» (1957), написана разом з Гюнтером Шеєю, викладає когомологічну теорію пучків.
У 1962 році Гірцебрух провів серію семінарів у Брандейсі та Берклі. Нотатки з них були зроблені Себастьяном Кохом, а текст переглянуто та оновлено Волтером Нойманомом для книги «Диференційовані різноманіття та квадратичні форми», яка була опублікована як спільна робота трьох згаданих математиків у 1971 році.
У 1974 році Гірцебрух, спільно з Доном Цагіром, опублікував теорему Атії — Зінгера та елементарну теорію чисел. Роль топології в теорії чисел вийшла за межі локальних методів, таких як p-адичний аналіз, до глобальних методів, таких як числа перетину класів гомології.
У 1981 році серія з п'яти лекцій Гірцебруха і восьми лекцій Герарда ван дер Гіра були об'єднані в нотатки двох авторів під назвою «Лекції про модульні поверхні Гільберта». Зокрема, вони розробляють достатньо теорії алгебраїчних поверхонь, щоб дозволити досліджувати модульні поверхні Гільберта. Подальші роботи з Гірцебрухом як співавтором: «Zahlen» (1983), «Конфігурації ліній та алгебраїчні поверхні» (1987) і «Маніфолди та модульні форми» (1992).

## Громадська діяльність
Гірцебрух також мав важливий вплив на математичне життя в Німеччині, організовуючи знамениті зустрічі «Майстерня» нім. «Arbeitstagung» з 1957 року. Перші 30 «Майстерень», які він організував, формують «Першу серію» з «Другою серією», що починається в 1993 році. Гірцебрух багато співпрацю з Майклом Атією. Протягом перших 30 «Майстерень» Атія читав лекції 32 рази, часто як перший доповідач. З 1959 по 1970 рік Атія та Гірцебрух опублікували дев'ять спільних робіт. Перші статті були стимульовані серією лекцій Александра Гротендіка під час першої «Майстерні» 1957 року, узагальнюючи теорему Гірцебруха — Рімана — Роха. Ідеї Гротендіка привели до розвитку К-теорії.
Гірцебрух заснував Математичний інститут Макса Планка в Бонні в 1980 році. Інститут має невеликий постійний штат, майже всі члени якого є математиками з усього світу, які проводять там певний період часу. Вся концепція базується на створенні найбільш підходящого середовища для обміну проблемами та ідеями. Дослідницьке середовище покращується бібліотекою, адміністрацією та комп'ютерною групою. Гірцебрух працював директором Інституту з 1980 по 1995 рік.
Гірцебрух був президентом Німецького математичного товариства в 1961—1962 роках і знову в 1990 році. Він також був президентом Європейського математичного товариства з 1990 по 1994 рік. Він був почесним президентом Міжнародного конгресу математиків, що проходив у Берліні в 1998 році.

## Визнання та нагороди
Він був обраний членом Ордена за заслуги мудрості та мистецтва, Німецької академії наук Леопольдіни, Гейдельберзької академії наук, Майнцької академії, Королівської академії наук Нідерландів, Академії наук Північного Рейну-Вестфалії, Національної академії наук США, Баварської академії наук, Фінська академія наук і літератури, Російської академії наук, Французької академії наук, Геттінгенської академії наук, Американської академії мистецтв і наук, Національної академії наук України, Саксонської академії наук, Прусської академії наук, Лондонського королівського товариства, Ірландської королівської академії, Польської академії наук, Європейської академії, Європейської академії наук та образотворчих мистецтв, Австрійської академії наук і Королівського товариства Единбурга.
Крім того, Гірцебрух був нагороджений почесними докторськими ступенями Університетів Ворика, Геттінгена, Оксфорда, Вупперталя, Нотр-Дам, Дубліна, Афін, Потсдама, Констанца, Берліна, Бар-Ілана, Осло, Університету Іллінойсу в Чикаго, Аугсбурга та Румунської академії наук у Бухаресті.
Він був нагороджений багатьма нагородами: срібною медаллю Швейцарського федерального технологічного інституту (1950), премією Вольфа з математики (1988), премією імені Лобачевського Російської академії наук (1989), премією Секі-Такакадзу Японського математичного товариства (1996), золотою медаллю Котеніуса «Леопольдина» (1997), Золотою медаллю Ломоносова Російської академії наук (1997), медаллю Альберта Ейнштейна (1999), медаллю Стефана Банаха Польської академії наук (2000), Науковою премією Альфріда Круппа (2000), медаллю Гельмгольца Берлінсько-Бранденбурзької академії наук (2002), медаллю Георга Кантора Німецького математичного товариства (2004).